# Suntar
Suntar (in lingua russa Сунтар) è una città di 8 900 abitanti situata nella Sakha-Jacuzia, in Russia.